# Departamento de Chimaltenango
Chimaltenango, oficialmente el Departamento de Chimaltenango, es uno de los veintidós departamentos que conforman Guatemala, se encuentra situado en la región Central del país. Limita al norte con los departamentos de El Quiché y Baja Verapaz; al este con Guatemala y Sacatepéquez; al sur con Escuintla y Suchitepéquez, y al oeste con Sololá. La cabecera departamental es Chimaltenango, está a una distancia de aproximada de 54 kilómetros de la Ciudad de Guatemala.

## Toponimia
El nombre Chimaltenango se puede descomponer de la siguiente forma: Chimal = escudo, broquel o rodela, y tenango = lugar amurallado, lo que daría la muralla de escudos. Este nombre le fue dado por haber sido plaza militar fortificada.

## Historia

### Época precolombina
En 1462 el grupo cakchiquel se separó del dominio K'iché y fundó su capital en una nueva región del lugar llamado Iximché, donde además los españoles fundaron la primera capital de Santiago de los Caballeros de Guatemala, el 25 de julio de 1524, y a partir de esta fecha se introdujo el idioma castellano o español que se dio a conocer como la lengua de los colonizadores.

### Época colonial
Hasta el 12 de febrero de 1546, fecha en que se erigió la arquidiócesis de México por medio de la bula Super universæ orbis ecclesiæ, las diócesis de Chiapas y de Guatemala fueron sufragáneas de la archidiócesis de Sevilla. Desde ese momento quedaron como sufragáneas de México y entonces, el obispo Francisco Marroquín dividió la administración del valle central de Guatemala entre los frailes de la Orden de Predicadores y los franciscanos. El Barrio —modernos departamentos de San Marcos y Huehuetenango— fueron asignados a los Mercedarios.
El prior del convento de la Orden de Predicadores tenía a su cargo otros barrios y pueblos cercanos a la ciudad de Santiago de los Caballeros de Guatemala, para los que nombraba vicarios: la del barrio de la Candelaria, la del barrio de Santa Cruz —que incluía Milpas Altas— y la del barrio de San Pedro de las Huertas.  De acuerdo a lo reportado por Juarros en 1818, en la ciudad de Santiago de los Caballeros, las órdenes regulares administraban únicamente doctrinas indígenas, especialmente en los curatos dominicos de Candelaria y Jocotenango, pues los ladinos asistían a la parroquia secular de San Sebastián.
En 1638, los dominicos separaron a sus grandes doctrinas —que les representaban considerables ingresos económicos— en grupos centrados en sus seis conventos:
| Convento     | Doctrinas | Convento  | Doctrinas                                                                                     |
| ------------ | --- | --------- | --------------------------------------------------------------------------------------------- |
| Guatemala    | - Chimaltenango - Jocotenango - Sumpango - San Juan Sacatepéquez - San Pedro Sacatepéquez - Santiago Sacatepéquez - Rabinal - San Martín Jilotepeque - Escuintla - Milpas Altas - Milpas Bajas - San Lucas Sacatepéquez - Barrio de Santo Domingo | Amatitlán | - Amatitlán - Petapa - Mixco - San Cristóbal                                                  |
| Guatemala    | - Chimaltenango - Jocotenango - Sumpango - San Juan Sacatepéquez - San Pedro Sacatepéquez - Santiago Sacatepéquez - Rabinal - San Martín Jilotepeque - Escuintla - Milpas Altas - Milpas Bajas - San Lucas Sacatepéquez - Barrio de Santo Domingo | Verapaz   | - Cahabón - Cobán - Chamelco - San Cristóbal - Tactic                                         |
| Guatemala    | - Chimaltenango - Jocotenango - Sumpango - San Juan Sacatepéquez - San Pedro Sacatepéquez - Santiago Sacatepéquez - Rabinal - San Martín Jilotepeque - Escuintla - Milpas Altas - Milpas Bajas - San Lucas Sacatepéquez - Barrio de Santo Domingo | Sonsonate | - Nahuizalco - Tacuxcalco                                                                     |
| San Salvador | - Apastepeque - Chontales - Cojutepeque - Cuscatlán - Milpas Bajas - Tonacatepeque | Sacapulas | - Sacapulas - Cunén - Nebaj - Santa Cruz - San Andrés Sajcabajá - Zacualpa - Chichicastenango |

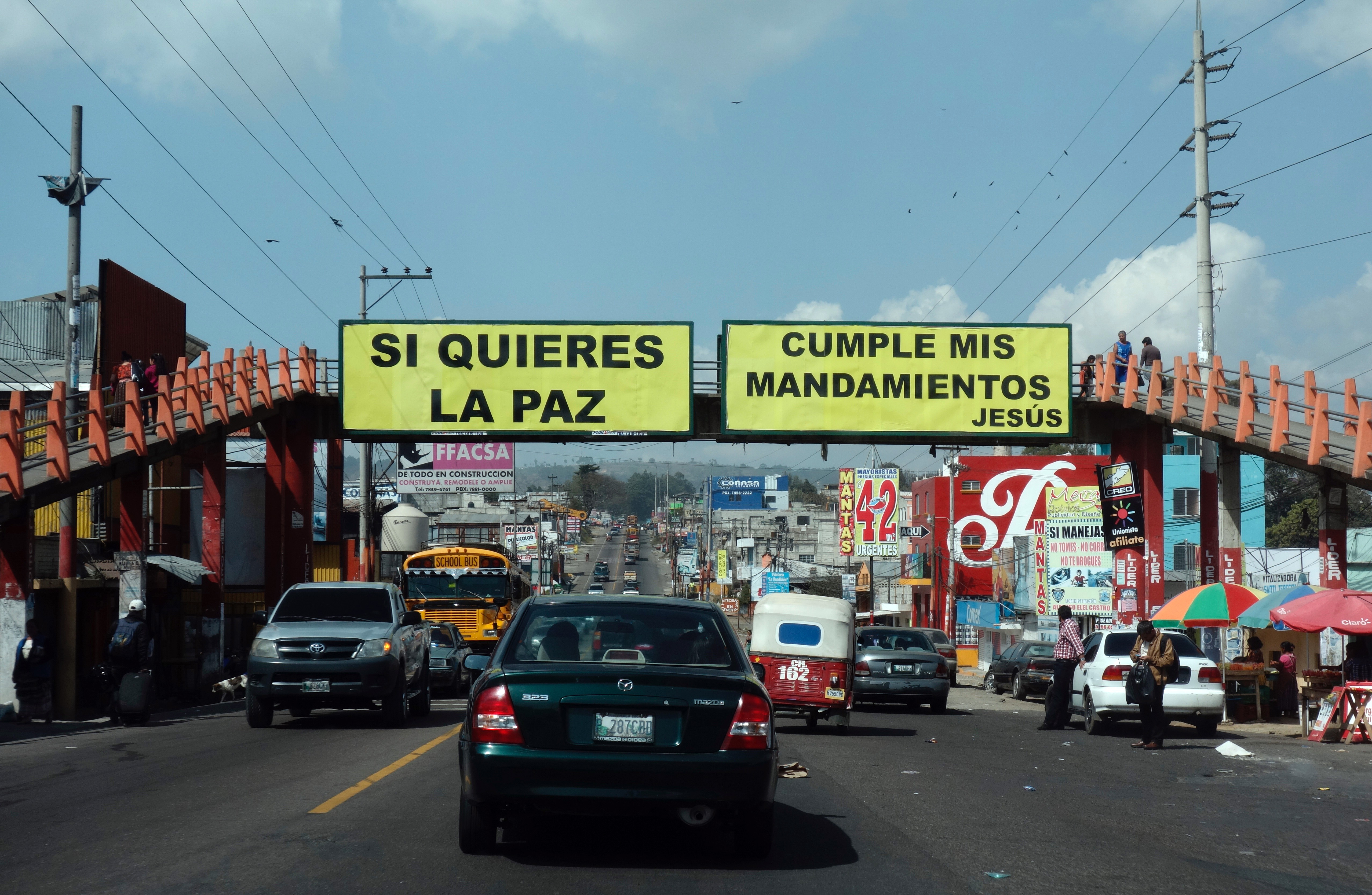
Carretera Panamericana a su paso por Chimaltenango

Fue conocida como Provincia de Chimaltenango, que colindaba al sur con la de Escuintla y al este con la de Sacatepéquez, en ese entonces, la cabecera era Santa Ana Chimaltenango. El 17 de enero de 1752, José Vásquez Priego Montaos y Sotomayor —Miembro de la Orden de Santiago y teniente general de los reales ejércitos— fue nombrado capitán general de Guatemala y de inmediato comenzó la construcción de la Fortaleza de San Fernando en Omoa, Honduras, pero cuando fue a visitar las obras se enfermó y poco después murió en 1753. Durante su corto gobierno creó las alcaldías mayores de Chimaltenango y de Sacatepéquez.
El historiador Domingo Juarros escribió que en 1754, en virtud de una Real Cédula parte de las Reformas Borbónicas, todos los curatos de las órdenes regulares fueron traspasados al clero secular, y en 1766 intentaron unirse las alcaldías mayores de Chimaltenango y Sacatepéquez, pero que no pudo mantenerse la unión por lo que ambas permanecieron separadas hasta después de la independencia de Centroamérica.

### Creación del Estado de Guatemala
El Estado de Guatemala fue definido de la siguiente forma por la Asamblea Constituyente de dicho estado que emitió la constitución del mismo el 11 de octubre de 1825: «el estado conservará la denominación de Estado de Guatemala y los forman los pueblos de Guatemala, reunidos en un solo cuerpo.  El estado de Guatemala es soberano, independiente y libre en su gobierno y administración interior.»
Chimaltenango y Sacatepéquez formaron en ese tiempo un solo departamento, el cual fue establecido de la siguiente forma:
| Cabecera                                                                       | Distritos |
| ------------------------------------------------------------------------------ | --- |
| Antigua Guatemala                                                              | \| - Antigua Guatemala - San Pedro Sacatepéquez - San Lucas Tejar - Chimaltenango \| - Jilotepeque - San Juan Sacatepéquez - Patzún \| |
| - Antigua Guatemala - San Pedro Sacatepéquez - San Lucas Tejar - Chimaltenango | - Jilotepeque - San Juan Sacatepéquez - Patzún                                                                                         |

Por su parte, los poblados del departamento fueron distribuidos de la siguiente forma para la administración de justicia:
| N.º                                                   | Distrito                                                     | Circuito                                      | Poblados |
| ----------------------------------------------------- | ------------------------------------------------------------ | --------------------------------------------- | --- |
| 8                                                     | Sacatepéquez                                                 | Comalapa                                      | Comalapa, Santa Polonia, Patzum, Tecpam-Guatemala, el Molino, San Martín Jilotepeque y Balanyá                                                                               |
| 8                                                     | Sacatepéquez                                                 | Chimaltenango                                 | \| - Chimaltenango - Yepocapa - San Miguelito - Parramos \| - San Luis - Itzapa, Calderas, Chimachoy - Patzicía - Nejapa \| - Acatenango - Tuluché - Chicoj - San Jacinto \| |
| - Chimaltenango - Yepocapa - San Miguelito - Parramos | - San Luis - Itzapa, Calderas, Chimachoy - Patzicía - Nejapa | - Acatenango - Tuluché - Chicoj - San Jacinto | |

### Creación del departamento de Chimaltenango
El 25 de diciembre de 1838 el congreso de la República Federal de Centro América autorizó la creación del Estado de Los Altos; ante esto, el Estado de Guatemala se reorganizó en siete departamentos y dos distritos independientes el 12 de septiembre de 1839: 
- Departamentos: Chimaltenango, Chiquimula, Escuintla, Guatemala, Mita, Sacatepéquez, y Verapaz
- Distritos: Izabal y Petén[14]

La región occidental de la actual Guatemala había mostrado intenciones de obtener mayor autonomía con respecto a las autoridades de la ciudad de Guatemala desde la época colonial, pues los criollos de la localidad consideraban que los criollos capitalinos que tenían el monopolio comercial con España no les daban un trato justo.  Pero este intento de secesión fue aplastado por el general Rafael Carrera, quien reintegró al Estado de Los Altos al Estado de Guatemala en 1840 y luego venció contundentemente al presidente de la República Federal de Centro América, el general liberal hondureño Francisco Morazán en la Ciudad de Guatemala unos cuantos meses después.

### Reforma Liberal
En este departamento fue relevante la firma del acta de Patzicia el 3 de junio de 1871, que consolidó el triunfo del general Justo Rufino Barrios y los Reformistas liberales, dando auge a diversas políticas de la época y al cultivo del café, que requería grandes cantidades de mano de obra que se obtuvo de la población indígena.

### Terremoto de 1976
El departamento de Chimaltenango fue el más afectado por el terremoto de 1976; por ejemplo, el municipio de San Martín Jilotepeque quedó totalmente en ruinas y únicamente sobrevivió la fuente colonial de la plaza central de la localidad.
La zona más afectada cubría alrededor de 30 000 km², con una población de 2,5 millones de personas. Cerca de veintitrés mil personas fallecieron y setenta y siete mil resultaron gravemente heridas. Aproximadamente doscientos cincuenta y ocho mil casas fueron destruidas, dejando a cerca de 1,2 millones de personas sin hogar. 40 % de la infraestructura hospitalaria nacional fue destruida, mientras que otros centros de salud también sufrieron daños sustanciales.  Aparecieron grietas en el suelo en muchos lugares del país, y algunas llegaron a medir hasta un metro de ancho; también la cima de algunos cerros se agrietó y luego los cerros se desmoronaron, soterrando pueblos enteros y carreteras.
A medida que se recuperaban los cuerpos la magnitud del desastre quedaba al descubierto; las autoridades organizaron la excavación de tumbas colectivas, la cantidad de muertos era tan grande que no tuvieron alternativa. Muchos puentes, torres de alta tensión, postes de luz y de teléfonos y carreteras colapsaron o se destruyeron. Varios departamentos del país fueron destruidos por el sismo: aparte de Chimaltenango, fueron afectos Chiquimula, El Petén, Guatemala, Izabal y Sacatepéquez al igual que muchos pueblos y ciudades.

## Demografía
A continucación se presenta una lista de datos demográficos recolectados en base al censo del 2018, en donde se destacan tres pilares, como lo son la Población, Vivienda y Educación del Departamento de Chimaltenango.
 Chimaltenango cuenta con un total de 615,776 habitantes registrados según los datos del Censo 2018 y para el 2024 se estima un poco más de 771,000 personas en el departamento.
| Gráfica de evolución demográfica de Departamento de Chimaltenango entre 1880 y 2024                        |
| |
| Población de los censos y conteos del Instituto Nacional de Estadística de Guatemala (INE) de 1880 a 2024. |

## División política
El departamento de Chimaltenango se encuentra integrado por dieciséis municipios que son:
| 1. Chimaltenango 2. San José Poaquíl 3. San Martín Jilotepeque 4. San Juan Comalapa 5. Santa Apolonia 6. Tecpán Guatemala 7. Patzún 8. Pochuta 9. Patzicía 10. Santa Cruz Balanyá 11. Acatenango 12. San Pedro Yepocapa 13. San Andrés Itzapa 14. Parramos 15. Zaragoza 16. El Tejar |

### Población de Chimaltenango según municipio
| N. | Municipio              | Población (2018) |
| -- | ---------------------- | ---------------- |
| 1  | Chimaltenango          | 96 985           |
| 2  | Tecpán Guatemala       | 91 927           |
| 3  | San Martín Jilotepeque | 73 469           |
| 4  | Patzún                 | 58 240           |
| 5  | San Juan Comalapa      | 48 597           |
| 6  | San Pedro Yepocapa     | 34 948           |
| 7  | Patzicía               | 33 207           |
| 8  | San Andrés Itzapa      | 32 083           |
| 9  | San José Poaquil       | 26 845           |
| 10 | Zaragoza               | 24 022           |
| 11 | Acatenango             | 23 228           |
| 12 | El Tejar               | 19 492           |
| 13 | Santa Apolonia         | 18 540           |
| 14 | Parramos               | 15 924           |
| 15 | Santa Cruz Balanyá     | 9 479            |
| 16 | Pochuta                | 8 790            |
| -  | Chimaltenango          | 615,776          |

## Desarrollo
Véase también: Anexo:Departamentos de Guatemala por IDH 
El informe de desarrollo humano publicado en 2022, La celeridad del cambio, una mirada territorial del desarrollo humano 2002 – 2019, donde se observó el cambio y el avance que ha habido en el país entre 2002 y 2019. El Departamento de Chimaltenango se ubicó en el undécimo puesto de los 22 departamentos en Desarrollo Humano , Chimaltenango retrocedió cinco puestos comparado con el 2002 del sexto al undécimo. Pasando de tener un idh de 0,551 a 0,646. 
Entre los municipios más desarrollados del departamento de Chimaltenango se destaca El Tejar , como el más desarrollado con un IDH de 0,718 y la ciudad cabecera Chimaltenango con 0,708 . Ambos municipios se encuentran cercanos al departamento de Sacatepéquez que como bien se sabe es el segundo departamento más desarrollo de Guatemala, esto permite un avance en materia de infraestructura y acceso a servicios públicos de estos municipios.
El menos desarrollado del departamento es Santa Apolonia con 0,590 seguido de Tecpán con 0,608 y San Martín Jilotepeque con 0,609 , estos municipios a su vez son los que se encuentran más alejados y más grandes del departamento, lo que dificulta el desarrollo de sus comunidades.
| N.º           | Municipio              | IDH 2018 | IDH 2002 |
| IDH Alto      | IDH Alto               | IDH Alto | IDH Alto |
| ------------- | ---------------------- | -------- | -------- |
| 1             | El Tejar               | 0,718    | 0,643    |
| 2             | Chimaltenango          | 0,708    | 0,628    |
| IDH Medio     |                        |          |          |
| 3             | Zaragoza               | 0,684    | 0,602    |
| 4             | Santa Cruz Balanyá     | 0,678    | 0,606    |
| 5             | Parramos               | 0,674    | 0,575    |
| 6             | San Juan Comalapa      | 0,655    | 0,568    |
| 7             | San Andrés Itzapa      | 0,646    | 0,565    |
| 8             | Pochuta                | 0,638    | 0,494    |
| 9             | Patzicía               | 0,631    | 0,541    |
| 10            | Patzún                 | 0,630    | 0,536    |
| 11            | Acatenango             | 0,628    | 0,519    |
| 12            | San José Poaquil       | 0,625    | 0,522    |
| 13            | San Pedro Yepocapa     | 0,619    | 0,518    |
| 14            | San Martín Jilotepeque | 0,609    | 0,505    |
| 15            | Tecpán Guatemala       | 0,608    | 0,522    |
| 16            | Santa Apolonia         | 0,590    | 0,486    |
| Chimaltenango | Chimaltenango          | 0,646    | 0,551    |

| N.º | Municipio              | IDH Según Indicadores | IDH Según Indicadores | IDH Según Indicadores |
| N.º | Municipio              | Salud                 | Educación             | Nivel de Vida         |
| --- | ---------------------- | --------------------- | --------------------- | --------------------- |
| 1   | El Tejar               | 0,912                 | 0,588                 | 0,690                 |
| 2   | Chimaltenango          | 0,895                 | 0,580                 | 0,684                 |
| 3   | Zaragoza               | 0,884                 | 0,548                 | 0,660                 |
| 4   | Santa Cruz Balanyá     | 0,836                 | 0,577                 | 0,646                 |
| 5   | Parramos               | 0,860                 | 0,543                 | 0,655                 |
| 6   | San Juan Comalapa      | 0,848                 | 0,518                 | 0,641                 |
| 7   | San Andrés Itzapa      | 0,869                 | 0,490                 | 0,635                 |
| 8   | Pochuta                | 0,839                 | 0,492                 | 0,629                 |
| 9   | Patzicía               | 0,810                 | 0,492                 | 0,632                 |
| 10  | Patzún                 | 0,809                 | 0,502                 | 0,615                 |
| 11  | Acatenango             | 0,856                 | 0,468                 | 0,619                 |
| 12  | San José Poaquil       | 0,853                 | 0,478                 | 0,598                 |
| 13  | San Pedro Yepocapa     | 0,848                 | 0,460                 | 0,608                 |
| 14  | San Martín Jilotepeque | 0,837                 | 0,463                 | 0,584                 |
| 15  | Tecpán Guatemala       | 0,827                 | 0,455                 | 0,599                 |
| 16  | Santa Apolonia         | 0,810                 | 0,435                 | 0,584                 |
| -   | Chimaltenango          | 0,849                 | 0,505                 | 0,629                 |

### Población que vive en el departamento según IDH
| N. | Municipio              | IDH 2018 | Población (2018) | Según Desarrollo |
| -- | ---------------------- | -------- | ---------------- | ---------------- |
| 1  | El Tejar               | 0,718    | 19,492           | 116,477          |
| 2  | Chimaltenango          | 0,708    | 96,985           | 116,477          |
| 3  | Zaragoza               | 0,684    | 24,022           | 499,299          |
| 4  | Santa Cruz Balanyá     | 0,678    | 9,479            | 499,299          |
| 5  | Parramos               | 0,674    | 15,924           | 499,299          |
| 6  | San Juan Comalapa      | 0,655    | 48,597           | 499,299          |
| 7  | San Andrés Itzapa      | 0,646    | 32,083           | 499,299          |
| 8  | Pochuta                | 0,638    | 8,790            | 499,299          |
| 9  | Patzicía               | 0,631    | 33,207           | 499,299          |
| 10 | Patzún                 | 0,630    | 58,240           | 499,299          |
| 11 | Acatenango             | 0,628    | 23,228           | 499,299          |
| 12 | San José Poaquil       | 0,625    | 26,845           | 499,299          |
| 13 | San Pedro Yepocapa     | 0,619    | 34,948           | 499,299          |
| 14 | San Martín Jilotepeque | 0,609    | 73,469           | 499,299          |
| 15 | Tecpán Guatemala       | 0,608    | 91,927           | 499,299          |
| 16 | Santa Apolonia         | 0,590    | 18,540           | 499,299          |
| -  | Chimaltenango          | 0,646    | 0,646            | 0,646            |

## Geografía

### Hidrografía
El departamento de Chimaltenango cuenta con los ríos Los Encuentros, Nicán y Guexá.

### Orografía
Chimaltenango está situado sobre la Sierra Madre que conforma el altiplano central, la cual pasa hacia el norte del departamento, cuyos ramales forman elevadas montañas y cerros prominentes, lo que le da una conformación orográfica muy especial con profundos barrancos, hermosos valles y grandes llanuras fértiles.
En su territorio se encuentra el volcán de Fuego, que alcanza una altura de 3.763 m s. n. m., que también abarca parte de los departamentos de Sacatepéquez y Escuintla. También se encuentra el volcán de Acatenango que tiene dos picos: uno de 3975 m s. n. m. y el otro de 3.880. Su terreno es bastante irregular, pues las alturas de sus cabeceras departamentales varían entre los 2310 m s. n. m. en Santa Apolonia y los 926 en Pochuta.

### Zonas de vida vegetal
A pesar de ser un departamento totalmente montañoso, pueden apreciarse tres zonas topográficas:
La primera formada por tierras bajas del norte en el valle del río Motagua, unido al río Pixcayá. Sus alturas oscilan entre los 650 metros y presenta contraste con las demás comunidades, pues aquí predomina vegetación de chaparral espinoso, cactus y otras plantas punzantes.
La zona intermedia y más extensa se encuentra a una altitud promedio de 2000 metros sobre el nivel del mar, aquí predominan los pinos, cipreses y álamos que son característicos del lugar.
Por último está la zona donde se desarrolla la exuberante vegetación de la selva subtropical húmeda que corresponde al extremo meridional, hacia el este del río Madre Vieja y al sur de los municipios de Yepocapa y Pochuta. Dentro del mismo territorio está la calurosa sabana tropical húmeda.
En general en el departamento de Chimaltenango existen cinco zonas de vida vegetal, según la clasificación propuesta por Holdridge en el año de 1978 y estas son:
- bs-S Bosque Seco Subtropical
- bh-S(t) Bosque Húmedo Subtropical Templado
- bmh-S(c) Bosque Muy Húmedo Subtropical Cálido.
- bh-MB Bosque Húmedo Montano Bajo Subtropical
- bmh-MB Bosque Muy Húmedo Montano Bajo Subtropical

### Vías de comunicación
Su principal vía de comunicación es la carretera Interamericana CA-1 que entra por El Tejar y cruza su territorio, para luego salir hacia el occidente por Tecpán hacia el departamento de El Quiché y Sololá. A la altura de Patzicia se separa la ruta nacional n.º 1 que llega directamente a Panajachel, Sololá, en las riberas del lago de Atitlán.
Según datos de la Dirección General de Caminos, hasta 1997, este departamento cuenta con 98 km de asfalto y 58 km de terracería.

### Uso actual de la tierra
En el departamento de Chimaltenango por sus variados climas, tipos de suelo y la topografía del terreno, tenemos que aparte de la utilización que se le da a la tierra para urbanizar y construir, sus habitantes siembran gran diversidad de cultivos anuales, permanentes o semipermanentes, encontrándose entre estos los cereales, hortalizas, árboles frutales, café, caña de azúcar, etc. Además por las cualidades con que cuenta el departamento, poseen algunos de sus habitantes la crianza de varias clases de ganado destacándose entre estas vacuno, ovino, caprino, etc., dedicando parte de estas tierras para el cultivo de diversos pastos que sirven de alimento a los mismos. La existencia de bosques, ya sean estos naturales, de manejo integrado, mixtos, etc., compuestos de variadas especies arbóreas, arbustivas o rastreras dan al departamento un toque especial en su ecosistema y ambiente, convirtiéndolo con esa gracia natural en uno de los lugares típicos para ser habitados por visitantes no solo nacionales, sino también extranjeros. Es de esta forma como se puede formar una idea del uso de la tierra en este departamento y su aprovechamiento.

## Costumbres y tradiciones
El departamento de Chimaltenango posee varias tradiciones culinarias típicas, como la elaboración de los panes de feria, los dulces típicos los cuales se elaboran en gran variedad y formas, el atol blanco, las enchiladas, manías, las rosquitas, el rosario, etc.
En la tradición indígena la religión se basa en la naturaleza y los antepasados, quienes establecen el equilibrio entre lo sagrado y lo profano. Existe un mediador entre estos dos mundos que es el Ajch'ab'äl, sabio anciano rezador, quien además es médico brujo o Aq'omanel.
Sus costumbres y tradiciones incluyen "El encuentro de la candela", una celebración religiosa popular que se lleva a cabo en la cabecera departamental cada 25 de julio, en vísperas de la feria patronal. Se trata de procesiones religiosas que resultan en el encuentro de la imagen de la patrona Santa Ana y su esposo San Joaquín con el Apóstol Santiago, en la cual los Mayordomos Alcaldes de las 5 cofradías portan las candelas, acompañados por los demás cofrades, autoridades e invitados, dirigiéndose a caballo al entronque de Los Aposentos, punto en cual las Texeles y población esperan al pie de las imágenes a los jinetes para realizar el acto ceremonial del encuentro de las candelas con las Milagrosas imágenes para que estas derramen su bendición y que las candelas sean la luz de Dios en la población, para contar con buenas cosechas, salud, abundancia, protección de desastres naturales y aleje los malos espíritus, para luego dirigirse en procesión acompañados del baile de la conquista, torritos, gigantes que danzan al compás de los sones interpretados por la marimba, tamborón, chirimilla, sin faltar el aroma a pon e incienso, y la quema de pólvora, hacia la casa de la cofradía patronal, donde se pueblo el general es partícipe de la celebración. Una de las celebraciones religiosas de mayor arraigo es la del Corpus Christi de Patzún, caracterizada por la elaboración de alfombras y arcos triunfales de hojas y frutas de la región, quema de incienso, bailes, fuegos artificiales y trajes ceremoniales, así como la veneración a San Simón en San Andrés Itzapa, que es una deidad ladina que puede hacer el bien o el mal, administrada por cofradía indígena, muy ligada a la magia y la religión popular de Guatemala con trascendencia única e irrepetible en Mesoamérica. Tiene su capilla particular la cual es muy visitada por población maya y ladina de la región. Se le da a beber licor, le queman candelas de diferentes colores, le ofrecen incienso y le dan a fumar puros y cigarros, además se le obsequia dinero, animales, plantas y joyas. Por ser considerado un ser milagroso y de los que puede, tiene un radio de influencia muy grande que rebasa las fronteras del país.
Otra ceremonia religiosa de alta originalidad, son los casamientos, que comprenden desde el enamoramiento, la pedida de la novia por el anciano sabio, hasta culminar con la ceremonia del casamiento realizado bajo rituales mayenses y católicos.
Otra festividad religiosa de gran trascendencia es la del año nuevo maya (Waqxaqi'B'atz), que se calcula en base al tzolkin o calendario agrícola indígena de 260 días, que rige toda la religiosidad del área cakchiquel de Chimaltenango.
Chimaltenango posee gran cantidad cultural y étnica a lo que se refiere costumbres religiosas.

## Religión
| Religión en Chimaltenango (2020) | Religión en Chimaltenango (2020) | Religión en Chimaltenango (2020) | Religión en Chimaltenango (2020) | Religión en Chimaltenango (2020) |
| -------------------------------- | -------------------------------- | -------------------------------- | -------------------------------- | -------------------------------- |
| Religión                         | Religión                         |                                  | Porcentaje                       | Porcentaje                       |
| Católicos                        | Católicos                        |                                  | 66.7 %                           | 66.7 %                           |
| Protestantes y Evangélicos       | Protestantes y Evangélicos       |                                  | 23.3 %                           | 23.3 %                           |
| Sin Religión                     | Sin Religión                     |                                  | 6.7 %                            | 6.7 %                            |
| Otras religiones                 | Otras religiones                 |                                  | 3.3 %                            | 3.3 %                            |

La religión predominante de Chimaltenango es el Catolicismo con el 66.7% seguido el Protestantismo con el 23.3% , Ninguna 6.7% y Otras 3.3%.

## Economía
Chimaltenango por su constitución topográfica desarrolla una producción agrícola variada y abundante que proporciona excedentes que se comercializan en otros departamentos. Entre sus principales productos agrícolas están: El café de Pochuta, el frijol de Acatenango y Parramos, así como la caña de azúcar de calidad superior, maíz, trigo, hortalizas y frutas de todo clima. Entre su producción pecuaria, cuenta con ganadería de tipo vacuno, lanar, equino y porcino, de los cuales se pueden obtener productos lácteos y embutidos, así también, cuenta con la crianza de aves de corral. Entre su producción industrial cuenta con hilados, tejidos e industrias maquiladoras, igual a la deforestación de árboles. Las personas allí se dedican destacadamente a la agricultura, es más el trabajo del campo que otros tipos de labor, se dedican a la elaboración de artesanías y textiles.
En el departamento de Chimaltenango (del 100% de su población) tiene un 66.1% en pobreza o un 23.4% en pobreza extrema según datos del PNUD 2014. 

## Atracciones turísticas y sitios arqueológicos

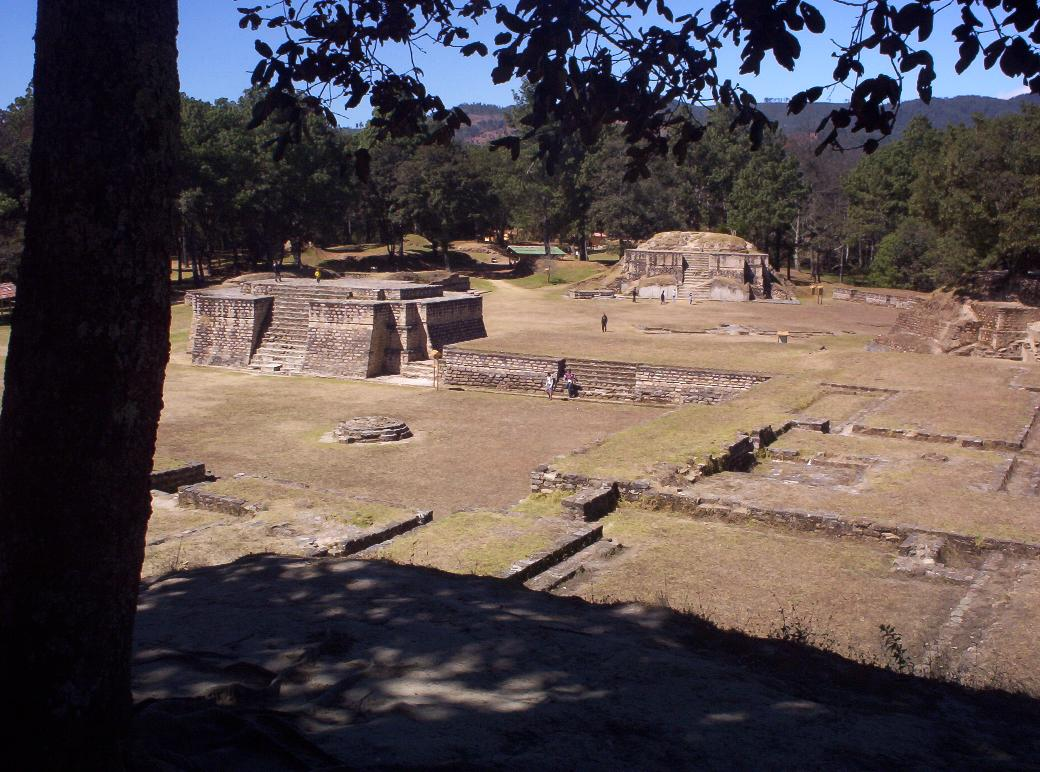
Sitio arqueológico de Iximché.

El departamento tiene varias atracciones turísticas, incluyendo el balneario los Aposentos, los baños de Pixcayá, Las Delicias y Río Pequeño en Comalapa, el balneario Ojo de Agua en San Martín Jilotepeque, las cuevas de Venecia y cuevas del Diablo, las cataratas de la Torre y del Río Nicán, estos últimos en San Miguel Pochuta.
Otras atracciones turísticas son los volcanes gemelos de Acatenango y Fuego, en los municipios de Acatenango y Yepocapa respectivamente. El primero, homónimo de su municipio, es el tercero en altura, además de contener un bosque. En los meses de noviembre y diciembre no es raro que cierta cantidad de nieve cubra la cumbre del volcán por la mañana. El volcán de Fuego está actualmente en actividad.
Los sitios arqueológicos más conocidos del departamento son Iximché y Mixco Viejo. Iximché fue el gran centro ceremonial del señorío Cakchiquel, donde los conquistadores españoles establecieron la primera capital de la Capitanía General de Guatemala en 1524. El sitio arqueológico de Mixco Viejo (Jilotepeque Viejo) fue el centro de los Chajomas y su arquitectura es similar a la de Iximché.

## Fiestas patronales
La vistosidad y tradiciones de las fiestas patronales de las cabeceras departamentales y municipios de Guatemala, se hace notar cada año en el mes y fechas que se celebran y honra a su Patrono o Santo.  En el caso del departamento de Chimaltenango, las fechas y Patrono de las ferias patronales son las siguientes:
| Municipio          | Fecha de celebración | Santo Patrono         | Municipio              | Fecha de celebración | Santo Patrono                           |
| ------------------ | -------------------- | --------------------- | ---------------------- | -------------------- | --------------------------------------- |
| Acatenango         | 11 de junio          | San Bernabé           | Chimaltenango          | 26 de julio          | Santa Ana                               |
| El Tejar           | 20 de enero          | San Sebastián         | Parramos               | 28 de diciembre      | Santos Inocentes y Virgen de Concepción |
| Patzicía           | 25 de julio          | Santiago Apóstol      | Patzún                 | 20 de mayo           | San Bernardino de Siena                 |
| Pochuta            | 29 de septiembre     | San Miguel Arcángel   | San Martín Jilotepeque | 11 de noviembre      | San Martín Obispo de Tours              |
| San Andrés Itzapa  | 30 de noviembre      | San Andrés Apóstol    | San José Poaquil       | 19 de marzo          | San José Obrero                         |
| San Juan Comalapa  | 24 de junio          | San Juan Bautista     | Santa Apolonia         | 9 de febrero         | Santa Apolonia                          |
| Santa Cruz Balanyá | 3 de mayo            | La Santa Cruz         | Tecpán                 | 4 de octubre         | San Francisco de Asís                   |
| Yepocapa           | 29 de junio          | San Pedro y San Pablo | Zaragoza               | 12 de octubre        | Virgen del Pilar                        |

## Ubicación geográfica
Chimaltenango está rodeado por departamentos de Guatemala:
|                         | Norte: El Quiché | Nordeste: Baja Verapaz                         |
| Oeste: Sololá           |                  | Este: Departamento de Guatemala y Sacatepéquez |
| Suroeste: Suchitepéquez | Sur: Escuintla   |                                                |